# Lopatnik pri Velenju
Lopatnik pri Velenju este o localitate din comuna Velenje, Slovenia, cu o populație de 67 de locuitori.